# Sean Davis
Sean Davis (nacido el 20 de septiembre de 1979 en Lambeth, Inglaterra) es un jugador de fútbol inglés que juega de centrocampista.

## Carrera
Sean fue juvenil del Fulham, pasó al primer equipo en 1996, paso 8 años siendo titular hasta ser fichado por el Tottenham Hotspur, equipo en el que apenas jugó.
Fue fichado por el Portsmouth FC para la temporada 2006/2007, en la costa sur si ha tenido algo más de continuidad.

## Selección nacional
Ha sido internacional con la Selección de fútbol de Inglaterra Sub-21.

## Clubes
| Club                  | País       | Año       |
| --------------------- | ---------- | --------- |
| Fulham FC             | Inglaterra | 1996-2004 |
| Tottenham Hotspurs    | Inglaterra | 2004-2006 |
| Portsmouth FC         | Inglaterra | 2006-2009 |
| Bolton Wanderers      | Inglaterra | 2009-2012 |
| Bristol City (Cedido) | Inglaterra | 2012      |

## Palmarés

### Campeonatos nacionales
| Título                       | Club          | País       | Año  |
| ---------------------------- | ------------- | ---------- | ---- |
| Football League One          | Fulham FC     | Inglaterra | 1999 |
| Football League Championship | Fulham FC     | Inglaterra | 2001 |
| Copa FA                      | Portsmouth FC | Inglaterra | 2008 |